# Pselliophora ningmingensis
Pselliophora ningmingensis är en tvåvingeart som beskrevs av Yang 1988. Pselliophora ningmingensis ingår i släktet Pselliophora och familjen storharkrankar. Inga underarter finns listade i Catalogue of Life.